# Reprezentacja Białorusi na Mistrzostwach Świata w Wioślarstwie 2009
Reprezentacja Białorusi na Mistrzostwach Świata w Wioślarstwie 2009 liczyła 25 sportowców. Najlepszym wynikiem było 1. miejsce w jedynce kobiet.

## Medale

### Złote medale
jedynka (W1x): Kaciaryna Karsten

### Srebrne medale
Brak

### Brązowe medale
Brak

## Wyniki

### Konkurencje mężczyzn
- jedynka (M1x): Maksim Szauczenka – 13. miejsce
- dwójka podwójna (M2x): Dzianis Mihal, Stanisłau Szczarbaczenia – 14. miejsce
- czwórka bez sternika (M4-): Wadzim Lalin, Andrej Dziemjanienka, Jauhien Nosau, Alaksandr Kazubouski – 6. miejsce

### Konkurencje kobiet
- jedynka (W1x): Kaciaryna Karsten – 1. miejsce
- dwójka bez sternika (W2-): Zinaida Kluczynska, Nina Bondarawa – 12. miejsce
- dwójka podwójna (W2x): Kaciaryna Szlupska, Nastaśsia Fadziejenka – 12. miejsce
- czwórka bez sternika (W4-): Wolha Szczarbaczenia-Żylska, Wolha Płaszkowa, Natalla Haurylenka, Hanna Nachajewa – 8. miejsce
- czwórka podwójna (W4x): Natalla Prywaława, Maryja Smalakowa, Taciana Kuchta, Hanna Haura – 8. miejsce
- ósemka (W8+): Maryna Masława, Marharyta Kreczka, Nadzieja Bielska, Hanna Nachajewa, Natalla Haurylenka, Wolha Płaszkowa, Wolha Szczarbaczenia-Żylska, Natalla Koszal, Jarasława Paułowicz – 7. miejsce